# Norte (departamento)
Norte (em francês:  Nord) é um departamento da França localizado na região dos Altos da França. Sua capital é a cidade de Lille.